# Pablo Picasso
Pablo Ruiz Picasso (Màlaga, Andalusia, 25 d'octubre del 1881 – Mogins, la Provença, 8 d'abril del 1973), més conegut pel nom artístic de Pablo Picasso, ja que sempre signava amb el segon cognom, va ser un pintor andalús, un dels més reconeguts del segle xx, conegut sobretot perquè va crear el cubisme juntament amb Georges Braque. En la seva dilatada carrera, va evolucionar per diferents estils i va conrear altres disciplines com la ceràmica, l'escultura amb bronze, el collage, i fins i tot va fer poesia. Va crear més de 20.000 obres al llarg de la seva vida.
Picasso va començar el seu recorregut estilístic amb una fugaç experiència amb el modernisme després del contacte amb la natura que li va suposar l'estada a Horta de Sant Joan i l'amistat amb els artistes catalans aplegats al voltant dels Quatre Gats. Amb les seves primeres estades a París, a partir del 1900, començà a desenvolupar un estil propi, primer en el període blau, que es caracteritza per obres fetes en tonalitats blavoses, fredes i personatges allargassats amb expressions tràgiques, influït per Van Gogh i Gauguin, que reflecteixen una tendència nihilista; va continuar amb un gir cap a un cert optimisme manifestat per un canvi cap a colors càlids i conegut com el període rosa, un moment en el qual Picasso estava permanentment instal·lat a París i en què va entrar en contacte amb escriptors propers al surrealisme. D'aquest període, són les obres de saltimbanquis, pallassos o acròbates de contingut més lleuger i alegre.
A partir del 1908, influenciat pel treball de Cézanne i per la imatge en moviment de les primeres filmografies, va desenvolupar obres que aconseguien trencar amb el cànon de representació definit en el Renaixement. Apollinaire va ser qui va anomenar cubisme el treball que conjuntament investigaven Picasso i Georges Braque. Amb obres tan destacades com Les senyoretes del carrer d'Avinyó, Picasso va aportar una nova interpretació de la realitat a partir d'una fragmentació de l'estructura de l'objecte que el va dur a experimentar amb el collage. Després d'una incursió pel surrealisme amb escultures de fils i làmines de metall i pintures de formes distorsionades i evocacions mitològiques, va iniciar l'època expressionista clarament influït per la Guerra civil espanyola primer i per la II Guerra mundial més tard. Obres com el Guernica o Dones plorant reflecteixen el seu sentiment d'angoixa davant la tragèdia de la guerra. Les seves escultures són, en aquest període, clarament abstractes.
En la dècada del 1950, es va centrar en la ceràmica i en pintures murals de grans dimensions. Els seus darrers anys els dedicà a pintar variacions d'obres dels grans mestres com Velázquez o Degas, a qui havia conegut personalment i de qui havia adquirit una sèrie d'obres; és una etapa de maduresa que dedicarà a treballar en la producció de litografies.
Personalment posicionat com a pacifista, durant la Guerra civil va estar políticament compromès amb el govern republicà, que el va nomenar director del Museu del Prado el 1936.
| «                                              | No, la pintura no és per decorar apartaments. És una arma ofensiva i defensiva contra l'enemic. | » |
| — Entrevista amb Simone Téry, 24 març del 1945 |                                                                                                 |   |

## Biografia

Pablo Picasso, 1953.

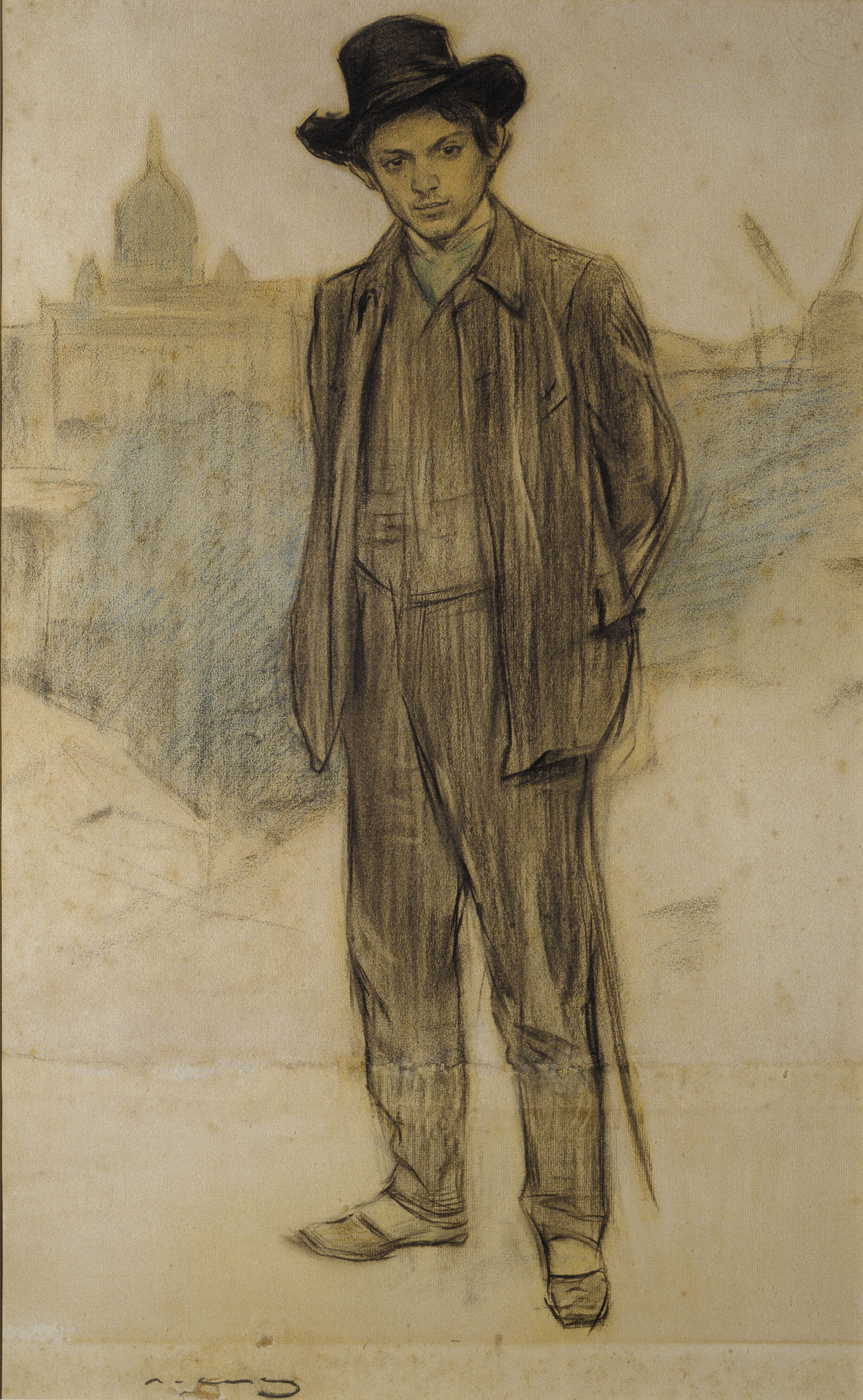
Retrat de Pablo Picasso de Ramon Casas i conservat a la col·lecció permanent del MNAC.

Va néixer al 25 d'octubre del 1881 a Màlaga. La seva mare era Maria Picasso López i el seu pare José Ruiz Blasco, que era professor de l'Escola de Belles Arts i conservador del museu local. Tenia dues germanes: Dolores (1884-1958) i Concepción (1887-1895), a més d'un germà que es creu que va morir molt petit, si bé no se sap del cert si va existir realment.
Als 8 anys va fer la seva primera obra. En aquesta època, signava les seves obres com a Ruiz Blasco. Poc després, el 1891, el seu pare troba feina a la Corunya i hi marxa a viure amb tota la família i Picasso es matricula a l'Escola Provincial de Belles Arts on tingué com a mestre el distingit pintor i militar Román Navarro García de Vinuesa (1854-1928). Quatre anys després marxen a Barcelona, on Picasso aprova els exàmens d'ingrés a l'Escola de la Llotja saltant-se els cursos inicials.
Durant l'hivern del 1895, va realitzar el seu primer gran llenç acadèmic, La Primera Comunió, a Barcelona, ciutat on residia.
El 1897, va presentar el llenç Ciència i Caritat a l'Exposició Nacional de Belles Arts de Madrid. Durant l'estiu, va passar les vacances a Màlaga, on va pintar paisatges i curses de braus.

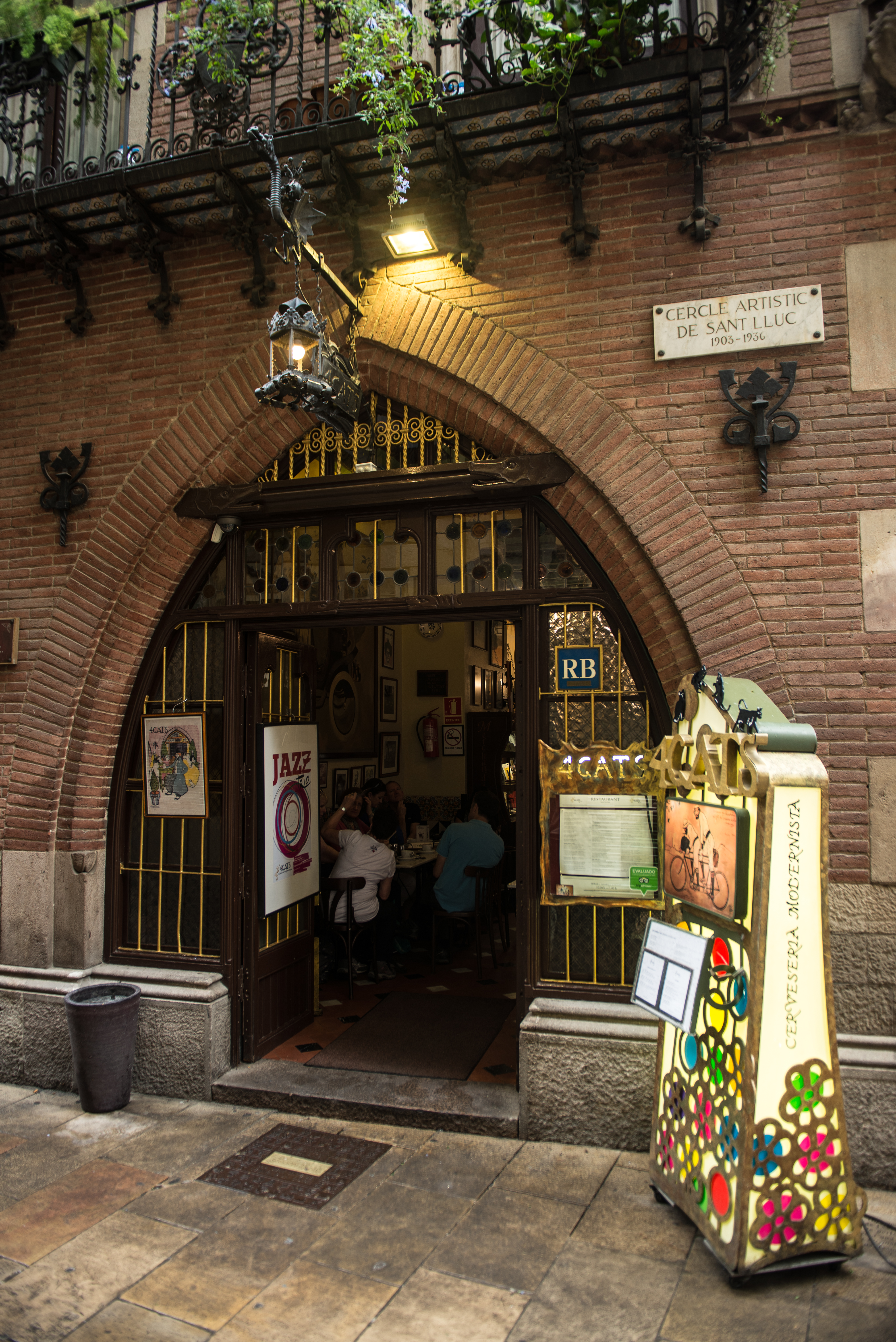
Entrada al cafè Els Quatre Gats.

El setembre, va marxar a Madrid per a iniciar estudis a l'Acadèmia de Sant Ferran però aviat ho deixa estar: l'atmosfera intel·lectual de la capital, bastant provinciana i impermeable al modernisme català que Picasso intentava introduir, no acabava de convèncer-lo. Fou en aquest període que va crear l'efímera revista Arte Joven, una de les rares col·leccions completes que és a la Biblioteca de Catalunya. No obstant això, va aprofitar les seves freqüents visites al Museo del Prado per a conèixer millor l'obra d'El Greco, que era vindicada per artistes i estudiosos de la fi del segle xix.
Des del 1898, va signar les seves obres com "Pablo Ruiz Picasso", més tard com "Pablo R. Picasso", i només com "Picasso" des del 1901. Aquest canvi no significava un rebuig de la figura paterna, sinó que es devia a un desig de distinció de Picasso com a personatge, un fet iniciat pels seus col·legues catalans, que varen prendre el costum d'anomenar-lo pel cognom matern molt menys corrent que el "Ruiz" patern.

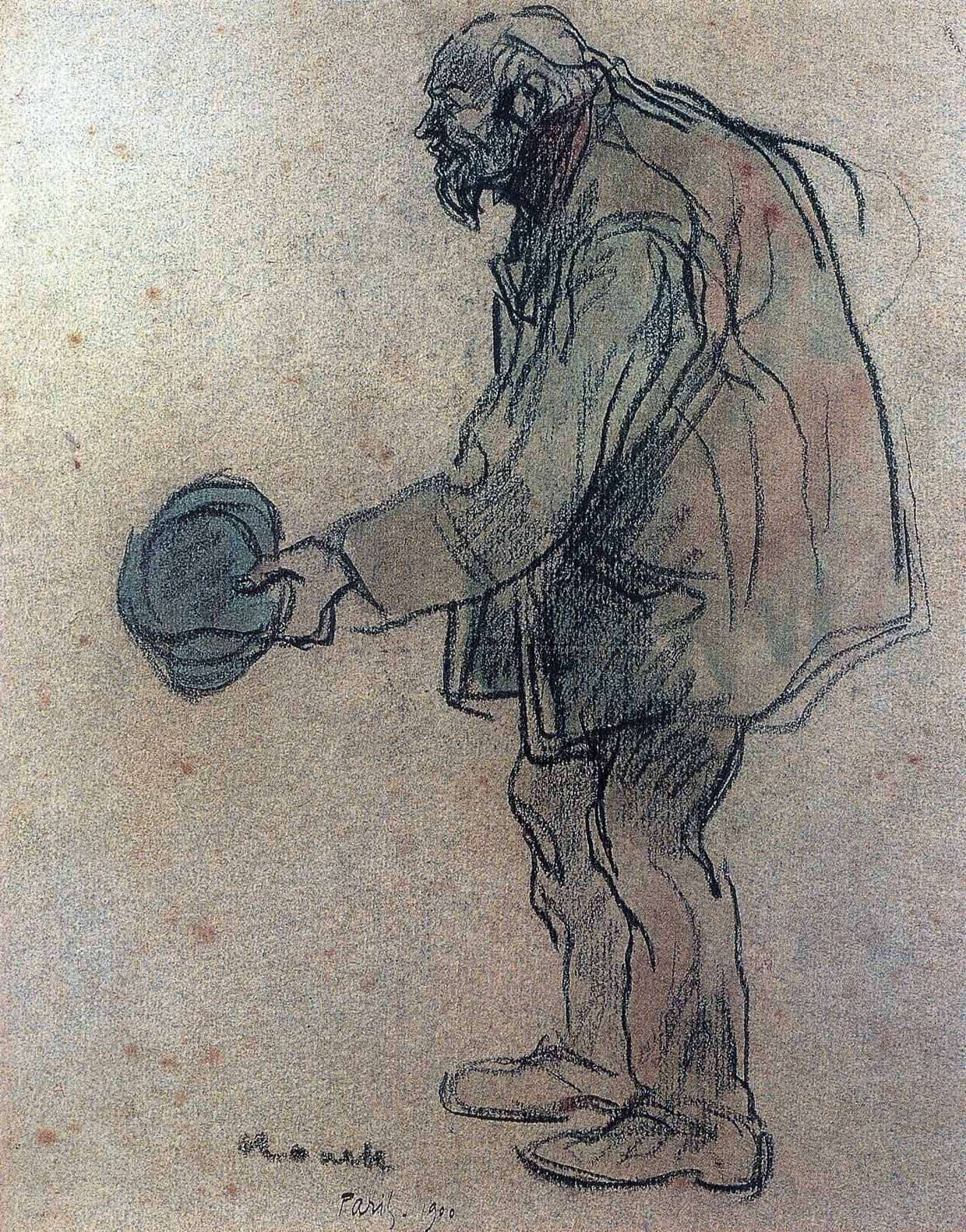
Un captaire a París, 1897, d'Isidre Nonell.

Va tornar a Barcelona el juny del 1898, malalt d'escarlatina i es va traslladar a Horta de Sant Joan, el poble del seu amic Manuel Pallarés i Grau, amb qui muntà el seu primer estudi de pintura. En aquesta estada, Picasso es va retrobar amb les arrels primordials del país i amb un cert retorn a la natura, més en consonància amb l'ideari modernista, cosa que constituí un dels primers episodis "primitivistes" de la seva carrera.
Abandonada la idea de Madrid i la còpia dels grans mestres, el febrer del 1899 estava altre cop a Barcelona, on freqüentava la taverna Els Quatre Gats, insígnia del moviment modernista i on va exposar dibuixos per primera vegada. Aquí entra en contacte amb altres artistes com Carles Casagemas, Jaume Sabartés i Ramon Casas. En aquest ambient, Picasso va entrar en contacte amb el pensament anarquista implantat a Barcelona. La misèria dels barris baixos de Barcelona, els soldats malalts i ferits que tornaven a Espanya després de la desastrosa Guerra d'Independència cubana, varen crear un ambient propici per a la violència social que sens dubte va marcar, a un nivell individual i moral més que no pas polític, la sensibilitat de Picasso i que es pot apreciar en certs dibuixos realitzats entre 1897 i 1901: El presoner, Un míting anarquista. En aquesta mateixa època, exposa també per primera vegada en la històrica Sala Parés del carrer Petritxol.
A partir del 1900, Picasso va fer algunes anades a París. Allà va mantenir amistats amb molts artistes del moment, com André Breton, Max Jacob, Guillaume Apollinaire, Henri Matisse i Gertrude Stein. També va entrar en contacte amb l'obra de Toulouse-Lautrec, Cézanne i d'altres, i començà a fer exposicions. En una d'aquestes estades a París, el seu amic Carles Casagemas se suïcida per amor. Es diu que aquest fet portà Picasso al seu període blau.
El 1902, es deslliura del servei militar pagant dues mil pessetes que li va deixar el seu oncle. El 1906 va viure dos mesos i mig a Gósol, període del que en consten diverses cartes amb fragments en català i signades amb el pseudònim Pau de Gósol. A Gósol s'hi fa enviar tires còmiques de premsa estatunidenca que l'apassionaven. Dotze anys abans ja barrejava texts i imatges als seus diaris il·lustrats i no és estrany trobar-hi globus de diàlegs en els seus dibuixos de Barcelona o els primers de París. Segons el britànic Paul Gravett, al final de la seva vida Picasso va lamentar no haver il·lustrat cap còmic.
Durant la Primera Guerra Mundial, Picasso coneix la ballarina Olga Koklova, i es casen el 1918 a l'església d'Alexandre Nevski. Posteriorment, va conèixer Marie-Thérèse Walter, que va ser la seva següent esposa, amb qui va tenir una filla el 1935, que es diu Maya.
Políticament, Picasso es declarava pacifista i comunista, i fou membre del Partit Comunista Francès fins a la seva mort. Durant la Guerra Civil espanyola, participà en nombrosos actes de suport al govern legítim de la República.
El 1962, fou guardonat amb el Premi Lenin de la Pau entre els pobles.
El 1963, es va inaugurar a Barcelona el Museu Picasso. La Reial Acadèmia Catalana de Belles Arts de Sant Jordi l'en nomenà membre d'honor el 1970.
Va morir el 8 d'abril del 1973 a Mogins, Provença, als 91 anys.

## Obra

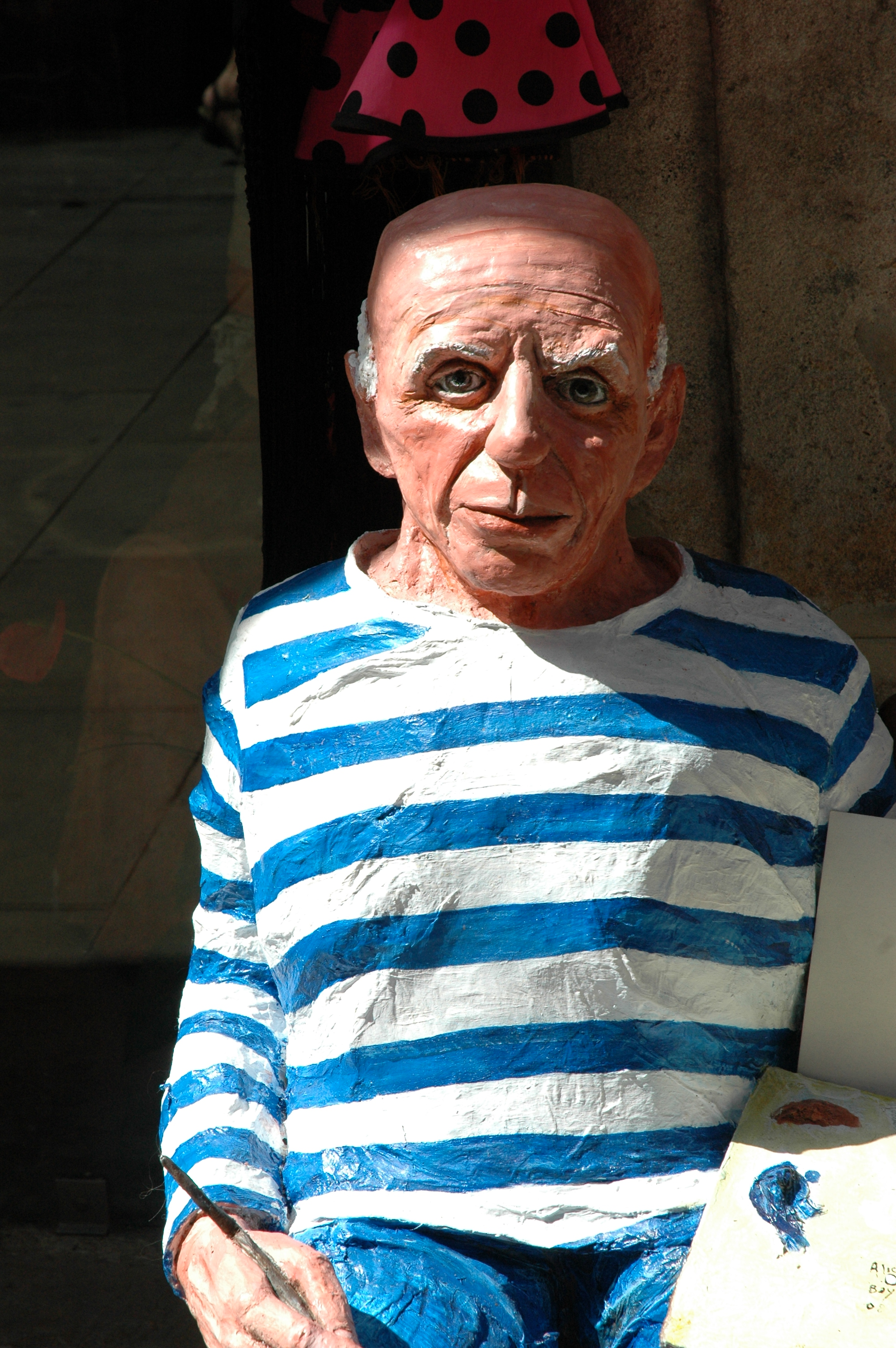
Estàtua de cartró de Picasso al carrer de Montcada de Barcelona.

Picasso va produir alguns dels quadres més coneguts de l'era moderna. Un dels més coneguts és el Guernica, que representa la destrucció de la ciutat basca durant la Guerra Civil espanyola. Aquest quadre va penjar durant molts anys al Museu d'Art Modern de Nova York, i no va ser retornat a Espanya fins al 1981, un cop restaurada la democràcia.

### Inicis
El període d'aprenentatge de Picasso sota la tutoria del seu pare va començar abans del 1890. Picasso era un pintor molt avançat a la seva edat. El seu pare era professor de pintura i, per causes laborals, va traslladar-se amb la família primer a Galícia i després a Barcelona, on Picasso va ingressar a la Llotja. A Barcelona, ja pintava amb un realisme acadèmic professional. Treballs d'aquesta època són Primera Comunió (1896), una composició gran que representa la seva germana, Lola. Amb 14 anys, va pintar el Retrat de la tia Pepa, un retrat vigorós i dramàtic que Juan-Eduardo Cirlot ha considerat "sens dubte un dels més grans de la història sencera de la pintura espanyola".
Va viatjar a París amb Casagemas l'octubre del 1900 per a assistir a l'Exposició Universal en què s'exhibia una obra seva, Últims moments, actualment desapareguda. A París, es va instal·lar a l'estudi d'Isidre Nonell, artista que Picasso coneixia del grup Els Quatre Gats influenciat per l'impressionisme i que reflectia la situació social catalana de principis de segle mitjançant retrats de personatges marginats i miserables. L'obra de Nonell, juntament amb la de Toulouse-Lautrec, va influir en gran manera en l'estil de Picasso d'aquesta època, com pot apreciar-se en obres com L'espera (Margot), La nana i La fi del número, totes del 1901. També va conèixer el que seria el seu primer marxant, Pere Mañach (qui li va oferir 150 francs mensuals per tota l'obra d'un any) i va entrar en contacte amb la galerista Berthe Weill. Amb deu anys ja havia pintat vinyetes il·lustrades per a les seves germanes Lola i Conchita, però va ser especialment a la seva arribada a París quan la seva afició es va desenvolupar gràcies als suplements de diaris nord-americans que la col·leccionista i amiga del pintor Gertrude Stein li anava guardant. Va tornar a Barcelona el 20 de desembre amb Casagemas, a qui Picasso va portar a Màlaga per celebrar el Cap d'Any.

### Període blau
Entre els anys 1900-1902, Pablo va fer tres viatges a París, on finalment es va instal·lar el 1904. Aquest període comença el 1901, a causa del suïcidi d'un amic seu a París, i acaba el 1904. És un període en el qual utilitza l'ambient bohemi dels carrers parisencs, i mostra també en els seus quadres l'assimilació del postimpressionisme, amb la gent en els salons de ball i en els cafès. En les seves obres, Picasso gairebé sempre utilitza tons blaus i representa personatges esquàlids amb expressió tràgica. En les obres que va realitzar durant aquests anys, en què expressava la misèria humana, hi predominen els tons blaus. Les pintures mostren alcohòlics, prostitutes, captaires i persones amb alguna dificultat. Els cossos de la gent els dibuixava una mica allargats, a l'estil d'El Greco. En aquesta època, s'inicià en l'escultura a la casa de Sant Gervasi del seu amic Emili Fontbona, amb qui havia passat la segona meitat del 1901 a París.
Entre 1903-1904 va tenir estudi a Barcelona a la riera de Sant Joan, 17. En aquesta època estableix amistat amb Sebastià Junyent, que va pintar un retrat de Picasso i a qui aquest li va dedicar l'aquarel·la El boig (1904). Junyent va establir una relació de protecció cap al jove Picasso, a qui donava suport econòmic comprant-li alguns dibuixos i pagant un parell de mensualitats del lloguer del taller.

#### La mort de Casagemas

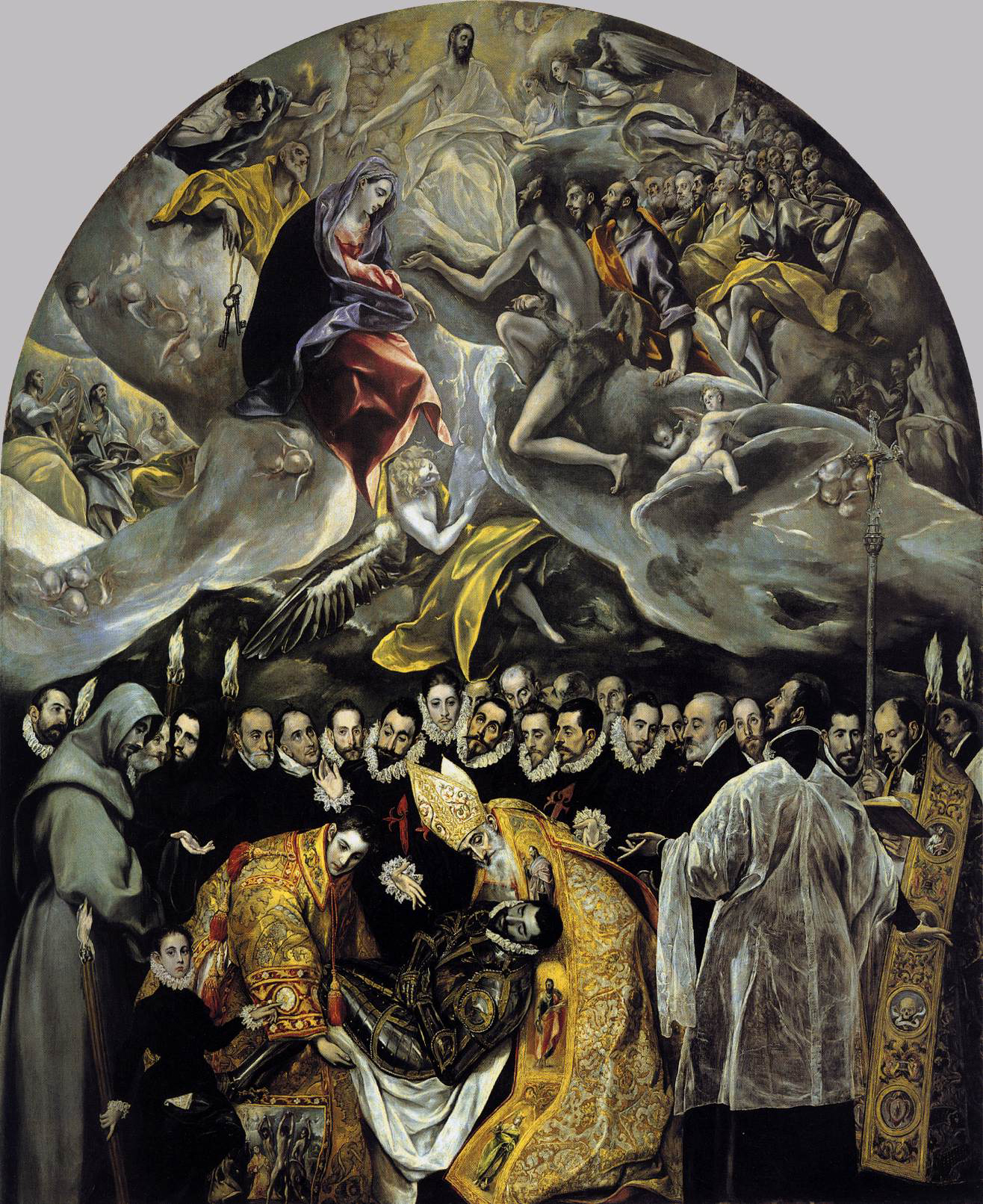
L'enterrament del comte d'Orgaz (1586–1588, Santo Tomé, Toledo), obra més coneguda d'El Greco. La divisió de l'espai en dues zones va inspirar Picasso en el seu quadre La mort de Casagemas.

El seu amic Casagemas, després d'haver tractat d'assassinar la seva amant Germaine, una ballarina del Moulin Rouge que freqüentava el cercle d'artistes espanyols, es va suïcidar a París. Picasso, motivat i sensibilitzat per la mort del seu amic, va pintar un quadre anomenat La mort de Casagemas, quadre al·legòric que començava a mostrar el seu pas al període blau. La divisió de l'espai del quadre en dues parts, terra i cel, cos i esperit, recorda la de L'enterrament del comte d'Orgaz, d'El Greco.

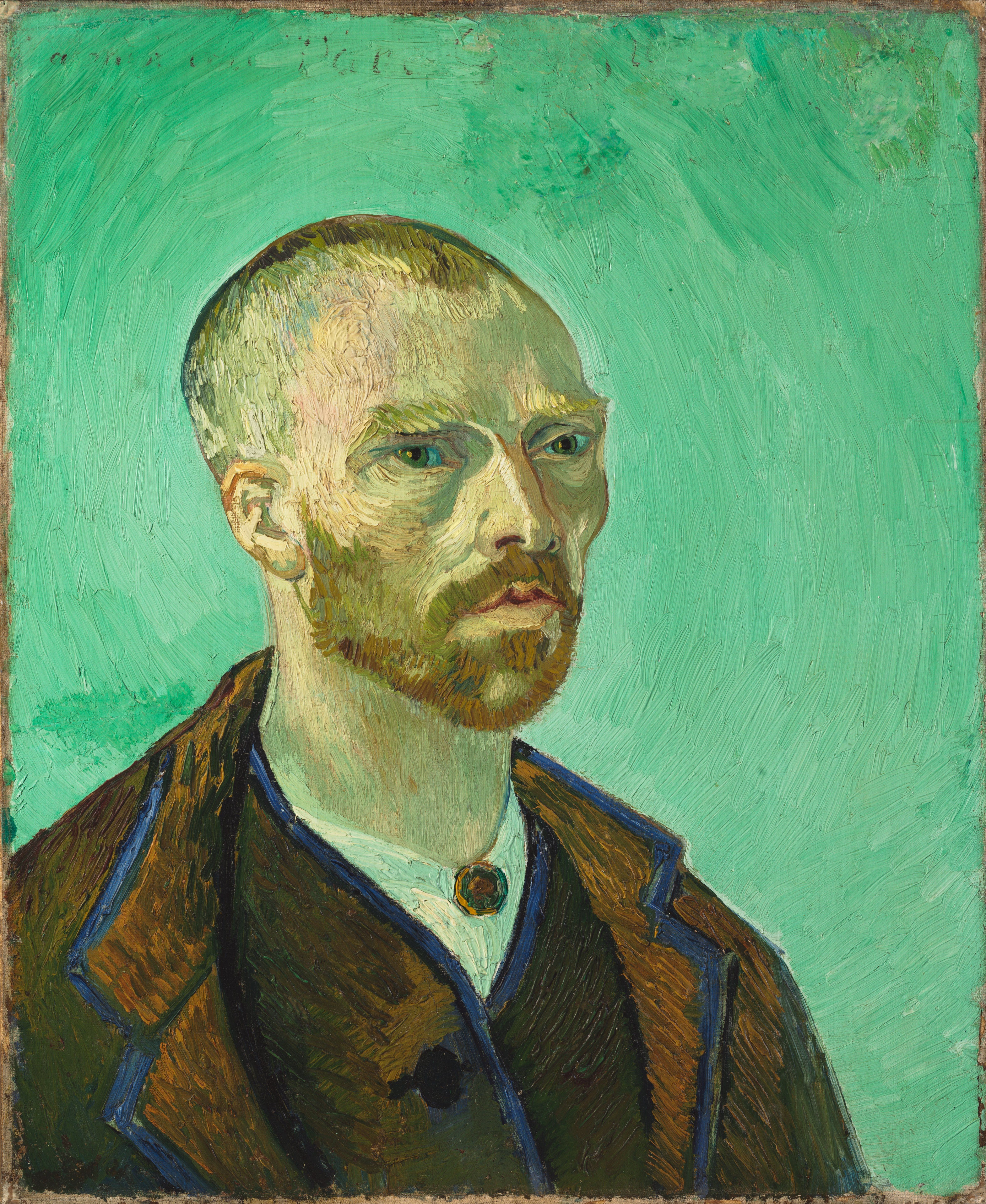
Van Gogh en un autoretrat dedicat a Gauguin.

Altres influències en l'obra de Picasso en aquest període varen ser les de Vincent van Gogh i Gauguin, el primer sobretot a un nivell psicològic, com es reflecteix en la intensitat emotiva dels quadres d'aquesta època, tot i que també es percep una simplificació de volums i contorns definits que fan pensar en Gauguin, de qui també prendria una concepció universal de la sentimentalitat. Picasso manifestava la soledat dels personatges aïllant-los en un entorn imprecís, amb un ús quasi exclusiu del blau durant un període superior a dos anys, fet que pràcticament no tenia precedents a la història de l'art. D'igual forma, l'allargament de les figures que s'introduïa en les seves obres recordava de nou l'estil d'"El Greco".

#### Entre Barcelona i París
Picasso tornà a Barcelona al final d'abril del 1901 per exposar Dona en blau en l'Exposició General de Belles Arts i se'n va tornar el maig a París, on s'instal·là al 130 del bulevard de Clichy, a l'estudi de Casagemas. Entre juny i juliol del mateix any, Picasso i Iturrino varen exposar a la galeria de Vollard, París. Sense diners ni treball, el juny va conèixer el poeta Max Jacob, amb qui va mantenir una estreta relació fins a la seva mort, el 1944. Jacob recordaria més tard que va descobrir l'obra de Picasso quan era crític d'art i va expressar la seva admiració pel talent del pintor; poc després, va rebre una invitació de Mañach per a presentar-li el seu jove representat (Picasso tenia uns divuit anys) i varen estar tot el dia revisant la ingent obra de Picasso, que pintava un o dos quadres per nit i els venia per cent cinquanta francs a la Rue Laffite.
Durant la tardor, va pintar Els dos saltimbanquis (arlequí i la seva companya) (Museu Puixkin, Moscou), Arlequí recolzat (MoMA, Nova York) i va enllestir La mort de Casagemas. Durant l'hivern, va pintar una sèrie de retrats en blau; el Retrat de Jaume Sabartés (Museu Picasso de Barcelona), el Retrat de Mateu Fernández de Soto (Museu Picasso de Màlaga) i l'Autoretrat blau (Museu Picasso de París).
El gener del 1902, va trencar el seu acord amb Mañach, i un cop feta la liquidació va tornar a Barcelona. Es va posar a treballar a l'estudi d'Ángel Fernández de Soto, amb Josep Rocarol com a company, al número 6 del carrer Nou de la Rambla, on incrementa la presència del color blau en la seva obra durant la primavera. Amb Fernández de Soto va visitar els bordells de Barcelona, cosa que va deixar reflectida en una sèrie de dibuixos eròtics entre els quals es troba un Autoretrat amb nu (col·lecció privada, Alemanya); un dibuix a la tinta i aquarel·la d'Ángel Fernández de Soto amb una dona i La macarra (composició al·legòrica), propietat del Museu Picasso de Barcelona.

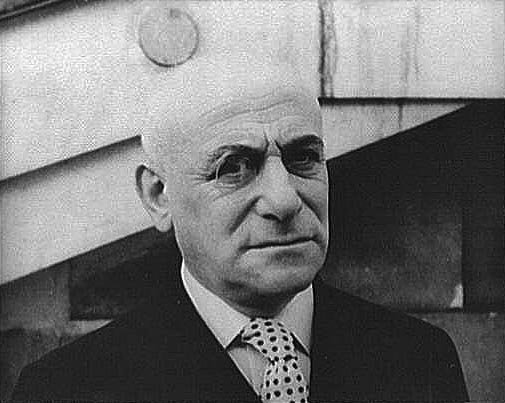
Max Jacob el 1934. Fotografia de Carl van Vechten.

A París, Mañach va preparar una exposició de pintures i pastels a la galeria Berthe Weill, de l'1 al 15 d'abril, amb obres de Picasso i Lemaire, i una altra el juny a la mateixa galeria amb obres de Picasso i Matisse. Picasso va tornar a París amb Sebastià Junyent i va mostrar per primer cop la seva pintura blava en una exposició col·lectiva organitzada també per Mañach a la galeria Berthe Weill entre el 15 de novembre i el 15 de desembre.
D'aquesta època, és el Retrat de Germaine que Acquavella Galleries va adquirir per 18,6 milions de dòlars en una subhasta de Christie's el 2006. El desembre de 1902, es va instal·lar un temps a l'apartament de Max Jacob al 87 del Boulevard Voltaire; la cambra només tenia un llit, i Picasso treballava de nit i dormia de dia, mentre Jacob treballava. En aquest temps no podia comprar llenç, i havia de limitar-se a dibuixar.

#### La vida
El gener del 1903 Picasso va retornar a Barcelona. Per primavera va començar el quadre La vida (Cleveland Museum of Fine Arts), un dels quadres més grans i complexos que va pintar en l'època blava, considerat el treball més important d'aquests anys. És una peça d'un simbolisme particularment fosc per a les seves primeres obres i subjecte a múltiples interpretacions acadèmiques, sobre les quals l'artista mai no es va pronunciar. Picasso va realitzar quatre esbossos preparatoris per al quadre, variant la composició de les figures almenys dos cops; cal destacar que la figura masculina, que inicialment era un autoretrat, va acabar recollint la imatge del seu amic Carles Casagemas. La Vida resumeix la major part dels temes i l'atmosfera de l'època blava: el pessimisme nihilista desenvolupat en la seva època de formació a Barcelona, intensificat amb les dificultats materials que pateix en aquesta l'època. «Creu que l'Art és fill de la Tristor i del Dolor», deia el seu amic Jaume Sabartés. La soledat dels nens, la misèria de pobres, captaires i cecs estan descrits àmpliament als quadres d'aquest moment: Les dues germanes (1902), Pobres a la vora del mar (1903), El vell guitarrista cec (1903), L'asceta (1903) i La Celestina (Carlota Valdivia) (1904) es troben entre les primeres obres mestres de Picasso.
Cap a la fi del 1903, Picasso va començar a pensar que només instal·lant-se permanentment a França la seva reputació superaria les fronteres d'Espanya. Es va traslladar a l'estudi de l'escultor Pau Gargallo (1881-1934), que en aquell moment estava a París, al 28 del carrer del Comerç de Barcelona, on va finalitzar La Celestina (Carlota Valdivia) i va començar un nou Retrat de Jaume Sabartés, que va finalitzar la primavera del 1904.

### Període rosa
Una mica després de quan es va instal·lar a París (1904-1905), en un apartament bastant humil, es va trobar amb Fernande Olivier, que va ser la seva amiga i el va influir amb un nou estil i amb una mica d'humor a les obres. Amb aquesta relació, el color que més dominava les arts eren els colors rosa i vermellós. L'època rosa es distingeix pels seus colors pastel i tons càlids, de línies suaus i delicades, amb un especial èmfasi sobre la línia i el dibuix, més que sobre el color. Representaven el món del circ, on anava diverses vegades a la setmana. Fa amistat amb l'escriptor Guillaume Apollinaire, els marxants Ambroise Vollard i Daniel-Henry Kahnweiler i els escriptors Gertrude Stein i el seu germà Leo, que van ser els seus millors clients. Picasso va fer un retrat de cadascun d'ells.

#### La belle Fernande

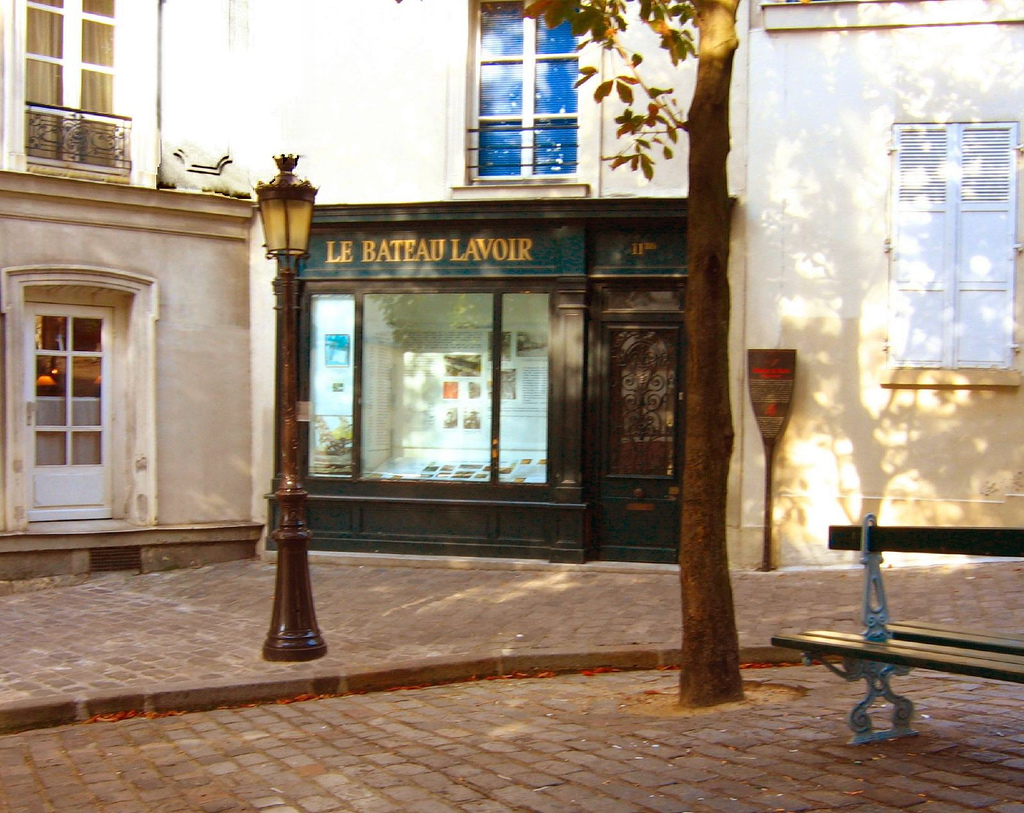
L'edifici del Bateau-Lavoir va ser anomenat així pel poeta Max Jacob perquè la seva estructura de fusta li recordava els vaixells amarrats a la vora del Sena i utilitzats com a safareigs.

L'abril del 1904, Picasso es va instal·lar a París al Bateau-Lavoir, situat al barri de Montmartre, en un taller que el seu amic l'escultor Paco Durrio estava a punt de deixar. Allà va reprendre el contacte amb diversos artistes espanyols i catalans, especialment amb Ricard Canals, que, el setembre del mateix any, li va ensenyar la tècnica de l'aiguafort, i la seva dona, que també vivien al Bateau-Lavoir. També amb Manolo Hugué i amb la seva dona Totote, i amb Ramon Pichot i Gironès i Germaine, la ballarina per la qual el seu amic Casagemas es va suïcidar.
Durant l'estiu va tenir una relació amb «Madeleine», que apareix en diversos dibuixos i pintures, com La dona de l'acròbata (The Art Institute of Chicago) i va inspirar el tema de la Família d'Arlequí (1905). L'agost del 1904, Picasso va conèixer la seva primera companya sentimental: Fernande Olivier (1881-1966), model d'artistes i amiga de Benedetta, la dona de Ricard Canals, coneguda entre la colònia espanyola del Bateau-Lavoir com «la belle Fernande». Amb vint anys tots dos, Fernande va ser el primer amor veritable de Picasso, i es va convertir en la seva font d'inspiració fins al 1910, encara que la seva relació acabés definitivament el 1912.

#### La bohèmia delLapin Agile
L'octubre del 1904, Picasso va conèixer el poeta André Salmon, i també Guillaume Apollinaire, poeta i escriptor precursor del surrealisme, amb els quals va establir una relació molt propera. Picasso es va convertir en un assidu del cabaret Lapin Agile (el 'Conill àgil') i del Cirque Medrano. Des que es va instal·lar a Montmartre, la paleta i els temes de Picasso van començar a canviar, la pobresa i duresa de la vida dels artistes de circ i saltimbanquis van aportar un nou lirisme als seus quadres en el pas de l'època blava a l'anomenada època rosa. Va continuar treballant les figures amb proporcions allargades que recorden la seva admiració per El Greco, com en L'actor (MoMA, Nova York) o en l'aquarel·la El foll (Museu Picasso, Barcelona), un recurs de fórmules manieristes de les quals s'ha assenyalat que Picasso va fer ús constant al llarg de la seva carrera. Els temes que tractava eren l'alegria i la inquietud existencial; com en l'època blava, hi subjau un toc de malenconia, però en aquest moment dominat per l'afecte, amb moltes referències al món del zoològic i del circ. Va pintar màscares, arlequins, domadors i pallassos, i també és l'època de les maternitats roses. Obres representatives d'aquesta època són Acròbata amb pilota o noia amb pilota, La família de saltimbanquis, Acròbata i jove arlequí i Família d'acròbates amb granota.

#### La família de saltimbanquis

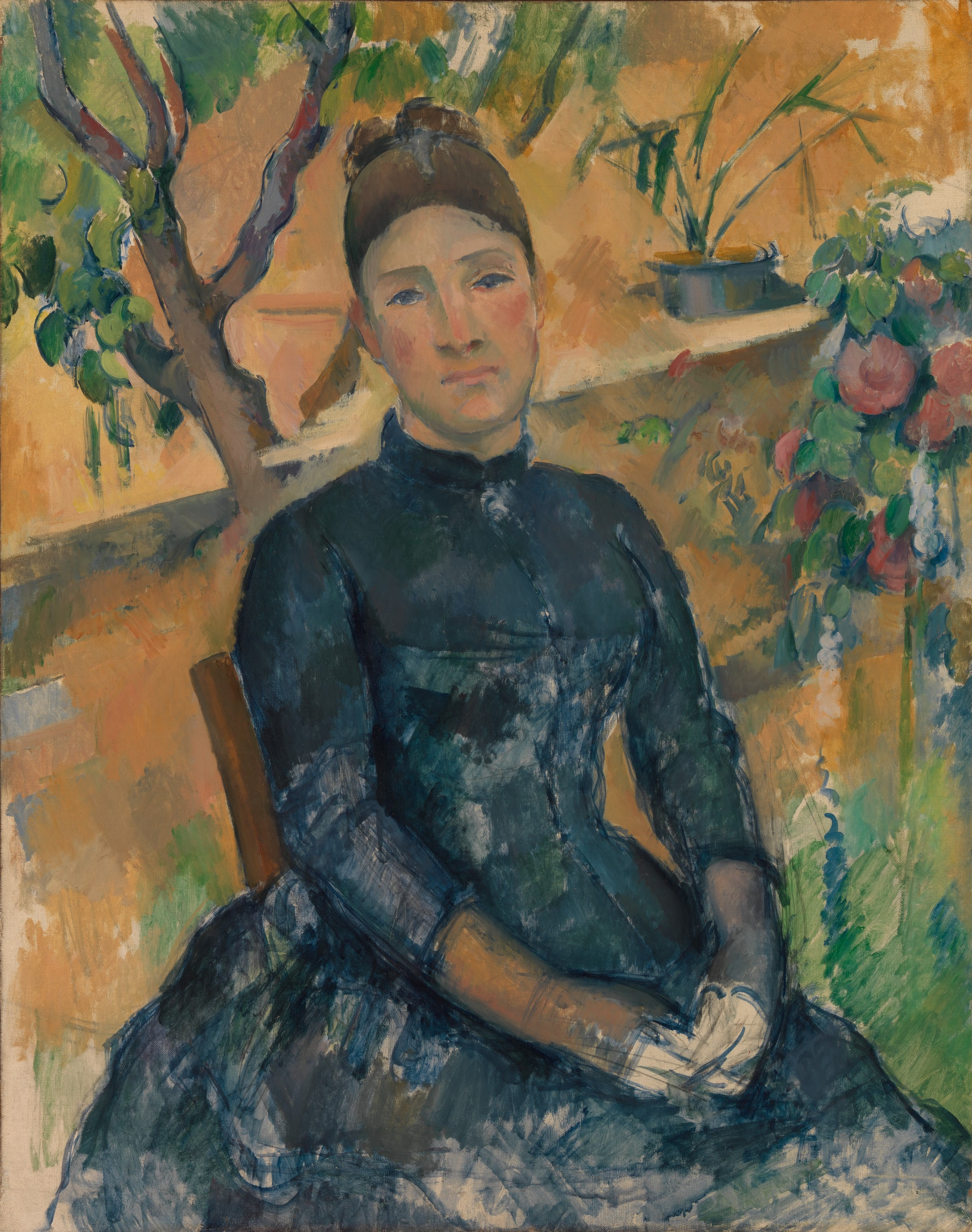
Madame Cézanne a l'hivernacle (1891-92), de Paul Cézanne, un antecedent de l'esquematització de la cara en la pintura de Picasso.

Del 25 de febrer al 6 març 1905 va exposar a la Galeria Sérurier les seves primeres teles roses. La crítica va parlar de l'anunci d'una transformació lluminosa del seu talent, després del dramatisme de l'època blava. Apollinaire va descriure les obres del període rosa en la Revue immoral: «Sota els oripells lluents dels seus saltimbanquis, se sent veritablement la pietat de la gent del poble, versàtils, astuts, manyosos, pobres i mentiders». Segons va dir Fernande Olivier, Picasso semblava estimar l'ús que no estava fet, allò que era diferent d'ell: els gitanos, les curses de braus, els cabarets tèrbols, els pallassos i el món del circ; estimava i se submergia amb delícia en tot allò que tenia un color local violent.
A la primavera del mateix any va pintar La família de saltimbanquis (Washington, National Gallery), una de les seves principals obres d'aquest any, una clara evolució cap a l'època rosa, un paisatge nu i desdibuixat en el qual s'emmarquen aïllades les ben dibuixades i estilitzades figures dels titellaires, personatges marginals la vida solitària dels quals impressiona Picasso.
Una tarda, després d'abandonar el Cirque Medrano amb Max Jacob, va decidir modelar un cap en fang, i a mesura que treballava la peça en els següents dies, va afegir el barret i cascavells d'un bufó, a l'estil dels personatges circenses. La peça va ser anomenada El boig (cap d'arlequí), que el galerista Ambroise Vollard va aconseguir que fos fosa en bronze.

#### Gertrude Stein

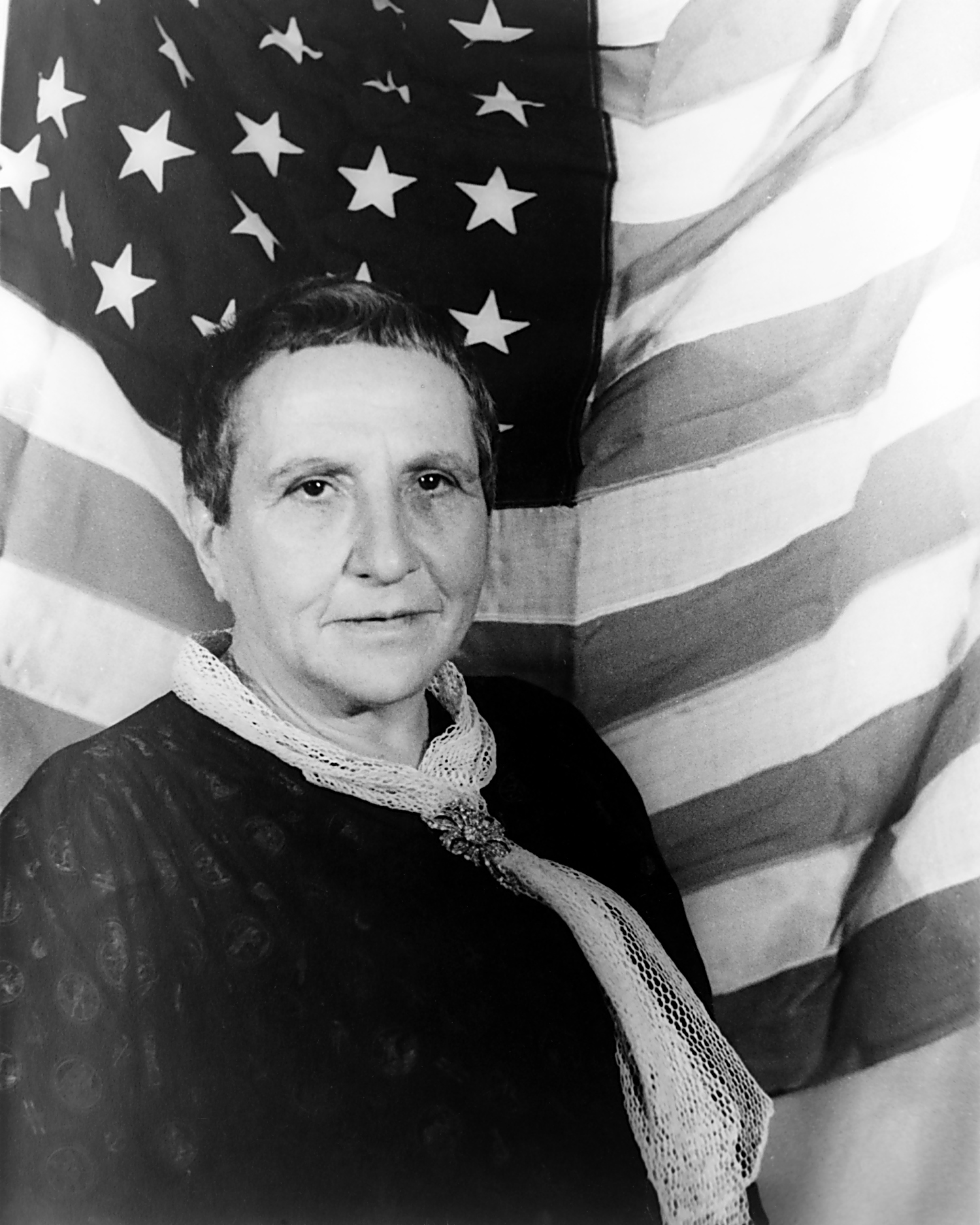
Gertrude Stein, fotografia de Carl Van Vechten, 1935.

Durant l'estiu va fer un viatge al nord dels Països Baixos i va romandre sis setmanes a Schoorl convidat per l'escriptor neerlandès Tom Schilperoort. Durant la seva estada, va pintar un nu, La bella holandesa (Queensland Art Gallery, South Brisbane), i Les tres holandeses (Musée Picasso, París), una versió personal del tema clàssic de les tres gràcies. Després d'un breu pas per París, va tenir unes vacances a l'agost amb Fernande, a Tiana, al nord-est de Barcelona. A la seva tornada, al setembre, Fernande es va traslladar al modest estudi de Picasso al Bateau-Lavoir: el principi de la seva relació va ser molt feliç, i les pintures i dibuixos que realitzava Picasso de Fernande celebraven la seva bellesa i proximitat personal. Picasso va prendre per costum visitar les petites galeries i juntament amb Fernande acudia als populars vernissages dels salons oficials.
Gertrude Stein i el seu germà Leo s'havien instal·lat a París, i dedicaven la seva fortuna a reunir una extraordinària col·lecció d'art. Leo Stein va comprar Família d'acròbates amb mico al marxant Clovis Sagot. Això va empényer Leo i Gertrude a visitar l'estudi de Picasso; li van comprar nombroses obres per 900 francs. Picasso es va convertir en un visitant assidu del Saló de Gertrude Stein al seu apartament de París; va pintar un retrat de Leo i el seu fill Michael i va iniciar les primeres de les entre vuitanta i noranta sessions del famós Retrat de Gertrude Stein (MoMA, Nova York). Gertrude havia comprat poc abans Dona amb barret, de Matisse, i va decidir que els dos artistes havien de trobar-se.

#### Primitivisme ibèric

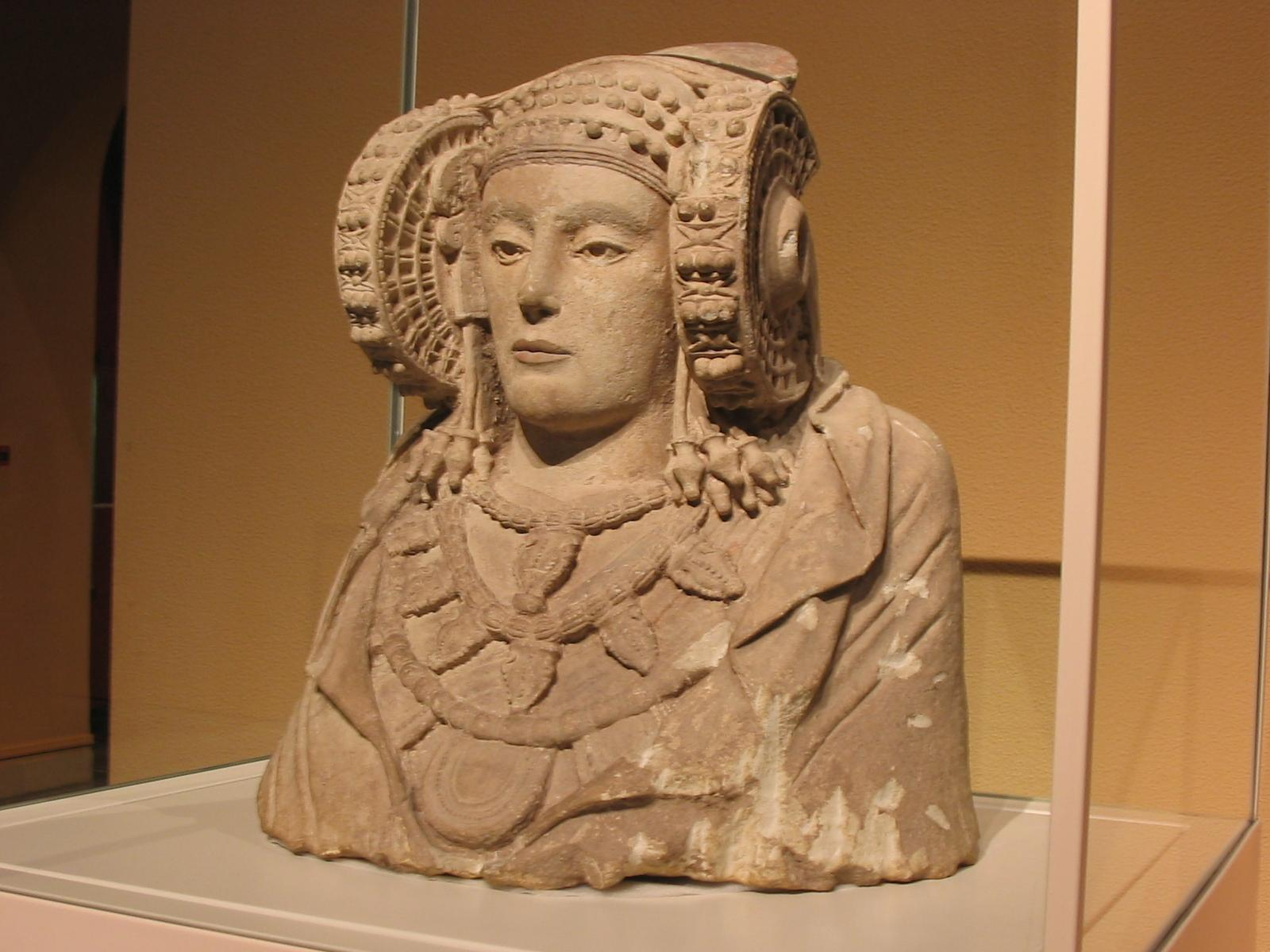
La Dama d'Elx (Museu Arqueològic Nacional d'Espanya, Madrid).

El 1906, després de tres mesos de treball sobre el Retrat de Gertrude Stein, l'aparca un temps, i realitza els primers esbossos de Les senyoretes del carrer d'Avinyó. Va abandonar el tema dels arlequins pels genets i joves en paisatges bucòlics, en la línia de Gauguin i Puvis de Chavannes, en una recerca de classicisme tant temàtic com formal, que el condueix a l'estudi de l'art antic; el març descobreix l'art primitiu ibèric en una exposició al Louvre d'escultures ibèriques trobades a Osuna i al Cerro de los Santos, entre les quals hi havia la Dama d'Elx. La galeria Ambroise Vollard va adquirir la majoria de les teles roses també al març. Al maig, se'n va anar amb Fernande Olivier a Barcelona on la va presentar a amics i parents i després durant l'estiu a Gósol (Berguedà), on va entrar de nou en contacte amb el primitivisme essencial de la cultura popular, i va pintar escenes de banys i nus vistos des d'un exquisit domini del vermell; aquesta paleta rogenca de Gósol reflecteix una preocupació pel modelatge dels volums, i un retorn a les arrels d'un mediterranisme arcaic. Això va inspirar una sèrie de quadres amb personatges que rescaten certes característiques d'aquest primitivisme, trencant amb el seu estil anterior; tot i que la simplificació de trets i volums són precursors del cubisme, aquesta va ser una etapa amb vida pròpia, sense pertànyer a cap estil reconegut. Podem observar en aquests quadres els seus propis trets facials fins i tot entre les figures femenines, cosa que es pot apreciar comparant-los amb els autoretrats d'aquesta sèrie. Aquesta estada va tenir un impacte important en l'obra de Picasso, ja que les pintures de Gósol van marcar el començament de la seva revolució cubista l'any següent; anys més tard, Picasso va reprendre el que hauria estat el pas lògic d'aquest estil, en la seva època neoclàssica.

### Precubisme
L'estiu del 1906 va començar aquest estil a Gósol, una fase marcada per la influència africana. Es basava en les formes quadrangulars, polígons i triangles, en què la línia recta assenyalava la silueta. Pràcticament, les obres representaven dones nues i la profunditat espacial. L'obra que en destaca és Les senyoretes del carrer d'Avinyó, en què tracta la profunditat d'espai i la forma de representació del nu femení, reestructurant-lo per mitjà de línies i angles. En aquest període, Picasso es desvincula dels cànons d'art relacionats a mostrar representacions exactes de la realitat, modificant-les, més precisament transformant-les amb paràmetres geomètrics.

### Cubisme analític i sintètic
Pablo i l'artista francès Georges Braque van pintar paisatges el 1908 en un estil descrit per un crític ‘fet amb cubs'. Així va ser com l'artista va anomenar aquest estil ‘cubisme’. Entre els anys 1908-1916, van estar preocupats amb la desaparició de l'anàlisi de la forma, i junts va desenvolupar la primera fase del cubisme. Els tres temes, molt similars, tractaven de taules, objectes, natures mortes, retrats…
Busca una pintura pura, i per a això va començar a observar els objectes del seu taller, de manera intel·lectual. A aquesta època pertanyen: El Retrat de Vollard (1910), Le guitariste (1910) i L'afeccionat (1912). En l'escultura, va aconseguir fer la sensació de volums. Aquesta es va basar principalment en càntirs i elements de fang cuit, esculpit i després pintat.
El cubisme sintètic (1912-1919) fou una segona fase del cubisme en la qual enganxaven retalls de paper (sovint, paper de paret o trossos de paper de diari), inaugurant l'ús del collage en l'art, i prefigurant la tècnica de l'apropiacionisme.

### Període neoclassicista
Aquest període comença el 1917 i acaba el 1927. En aquest període, hi ha una tendència en molts artistes de tornada al classicisme. Si escau, una tornada al nu monumental, al dibuix de línia precisa com en els retrats d'Ingres, a l'equilibri. Es pot observar aquesta mateixa tendència en altres artistes importants de l'època, que s'adscriuen al neoclassicisme. De tota manera, és en la música on el neoclassicisme d'entreguerres té més força.

### Època surrealista
Aquest període dura del 1928 al 1932. Les pintures que en destaquen són Banyista en peus (1929), Banyista a la vora del mar (1930) i El somni (1932). En aquesta època, les formes són distorsionades, representant el monstruós o evocacions mitològiques i les escultures estaven fetes de fil i de làmines de metall. Picasso es va aliar amb el moviment surrealista el 1925; André Breton qualificava aquest acostament de Picasso com «…surrealista dintre del cubisme…». Es consideren surrealistes les obres del període Dinard (1928-1930), en què Picasso combina el monstruós i el sublim en la composició de figures mig màquines mig monstres, d'aspecte gegantesc i de vegades terrorífic. Aquesta monumentalitat surrealista de Picasso pot posar-se en paral·lel amb la de Henry Moore. El 1931, va il·lustrar les Metamorfosis d'Ovidi dins d'un pur classicisme.

### Època expressionista
Amb el començament de la Guerra civil espanyola, el 19 de setembre del 1936, Picasso va ser nomenat director del Museu del Prado pel govern republicà. El 1937, va pintar un dels seus quadres més famosos, el Guernica: és un al·legat contra la guerra i el terror infligit a la població civil durant el bombardeig aeri alemany sobre Guernica. En aquests anys, la major part de les obres expressen un sentiment d'angoixa, a conseqüència de la problemàtica situació que es vivia. Altres obres van ser Dones plorant, i Dones assegudes, que reflecteixen la tragèdia de la guerra. També de 1937 és Somni i Mentida de Franco, un gravat sobre paper en vinyetes, una crítica al militar espanyol després del cop d'estat. El punt culminant del seu expressionisme el marquen els seus caps de dues cares. D'aquesta època és el Cap de dona i Maya amb una nina. En escultura, realitza les peces més abstractes, sense mètode ni sistema. Durant la Segona Guerra Mundial no es va moure de França; continuà pintant en el París ocupat pels nazis. Quan va acabar la guerra, es va unir al Partit Comunista.

### Període de Valàuria
Posteriorment Picasso es trasllada a Valàuria. En aquesta ciutat va acabar la seva escultura L'home de l'anyell que fa 2,20 m d'altura. Aquesta figura es troba en la plaça del mercat d'aquesta ciutat. Durant aquesta època, es va dedicar per complet a la ceràmica, en què realitza prop de 2.000 peces. Durant aquest temps, Picasso va fer també importants escultures: La cabra (1950), també en bronze. A Valàuria van tenir dos fills, circumstància que va afavorir la presentació de quadres més infantils i maternals, desbordant maternitat. També va pintar enormes murals: La guerra i La pau (1952), Massacre a Corée (1951), La Baignade (1957).

### Picasso i la ceràmica
Durant la seva estada a Valàuria, sobretot a partir del 1948 i fins al final de la seva vida, Picasso va treballar amb la ceràmica al taller Madoura de Valàuria, regentat pel matrimoni Ramié. Allà va crear una important producció ceràmica, tant de peça única com d'edició (amb un sistema similar a les litografies, d'edició limitada i numerada. La seva producció ceràmica va centrar-se sobretot en la decoració d'objectes d'ús quotidià, com plats, plates, gerres, càntirs i d'altres. Els temes decoratius van ser variats, i en destaquen les curses de braus, peixos, ocells i figures humanes. A Catalunya, es pot veure ceràmica de l'artista al Museu de Ceràmica de Barcelona, Museu Picasso de Barcelona, Fundació Palau de Caldes d'Estrac i al Museu del Càntir d'Argentona, i a Palma al Museu es Baluard.

### Els darrers anys
Durant els últims anys va pintar variacions de temes cèlebres. Molts dels últims quadres de Picasso estan basats en les obres dels grans mestres del passat com Diego Velázquez (Las Meninas), Eugène Delacroix, Édouard Manet i Edgar Degas, a qui havia conegut el 1900 quan va arribar a París. Degas era un ancià que visitava els bordells per fer servir les prostitutes com a models, optant per una nuesa dura en lloc de models amb nus acadèmics. L'any 1958, Picasso va adquirir onze monotips de Degas d'aquest període que li serien font d'inspiració per a la seva sèrie "suite 156" els anys 1970. A més de la pintura de quadres, Picasso va treballar també en centenars de litografies que va realitzar en la impremta de Fermande Moulot. L'any 1961 va conèixer al col·leccionista i pintor català Joan Abelló, a qui li va fer un retratat que avui podem veure exposat al Museu Abelló, a Mollet del Vallès.

## Influències
Picasso va rebre influències de les caricatures i les vinyetes satíriques des de la seva joventut. Picasso ha aparegut sovint als còmics en forma de personatge per part de diferents autors.
L'obra de Pablo Picasso és un gran referent per a infinitat d'artistes. L'exposició Post Picasso: Reaccions contemporànies del Museu Picasso mostra la seva influència en artistes com Jean-Michel Basquiat, Chéri Samba, Folkert de Jong, Guillermo Kuitca, Jasper Johns, Fred Wilson i Faith Ringgold.

## Museus

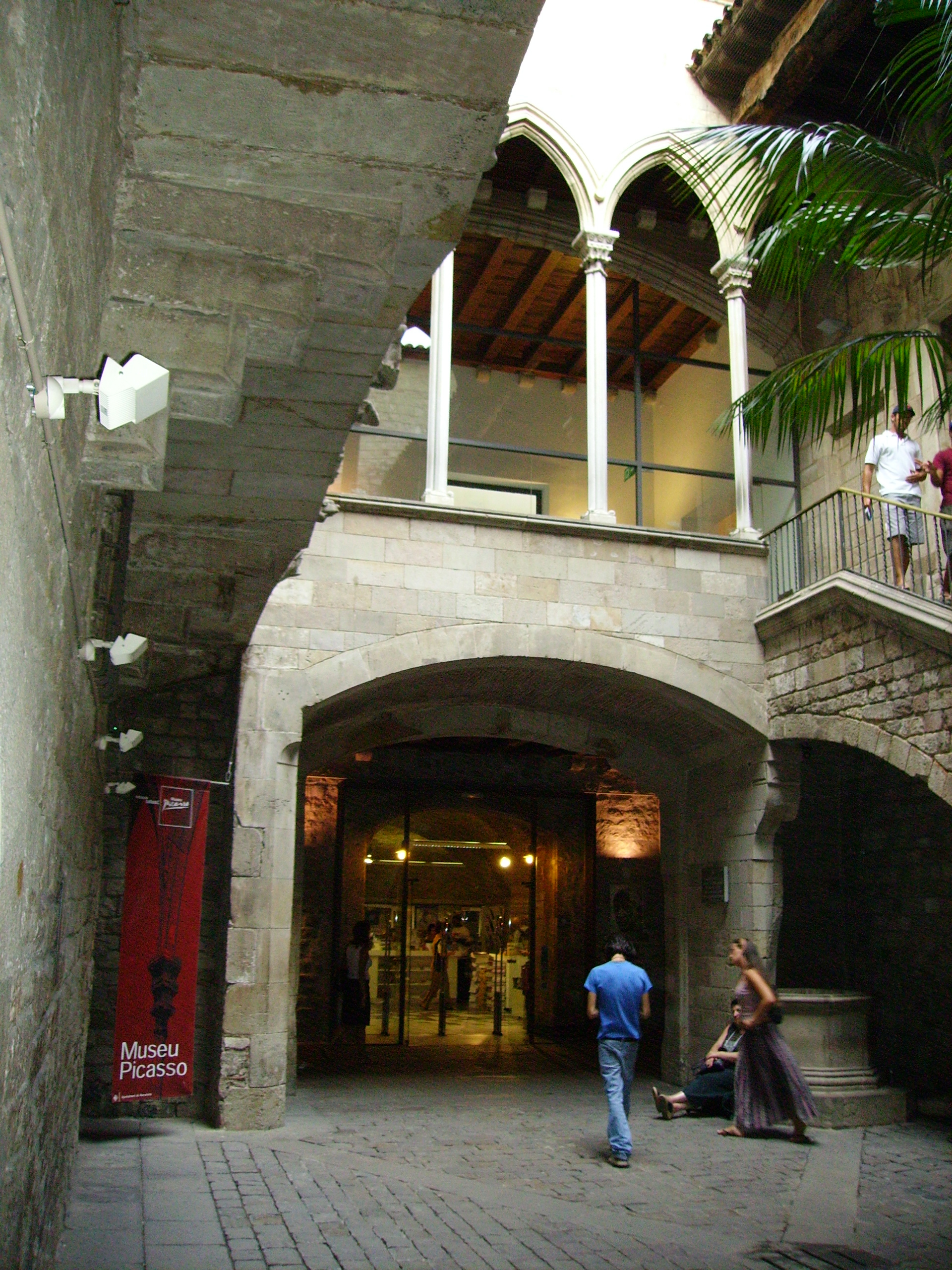
Museu Picasso de Barcelona.

Picasso té dedicats diferents museus arreu del món:
- Museu Picasso, Barcelona
- Museu Picasso, Màlaga
- Museo Picasso-Colección Eugenio Arias de Buitrago del Lozoya, Madrid
- Museu Picasso, París
- Museu Picasso d'Antíbol, Antíbol, Provença
- Berggruen Museum, Berlín, Alemanya
- Graphikmuseum Pablo Picasso, Münster, Alemanya
- Es Baluard, Palma

Espais picassians
- Centre Picasso d'Horta, Horta de Sant Joan
- Espai Picasso, Gósol
- Espai Picasso del Museu del Càntir d'Argentona, Argentona